# Ruf nicht mehr an
Ruf nicht mehr an ist ein Lied der deutschen Pop- und Schlagersängerin Vanessa Mai aus dem Jahr 2021. Das Stück ist die fünfte Singleauskopplung aus ihrem siebten Studioalbum Mai Tai.

## Entstehung und Artwork
Geschrieben wurde das Lied von der Interpretin selbst, zusammen mit den Koautoren Martin Haller, Jules Kalmbacher und Jens Schneider. Letztere beiden zeichneten zudem auch für die Abmischung, Instrumentierung, Produktion sowie die Programmierung, in den Good Kid Studios in Berlin-Friedrichshain, verantwortlich. Für die Instrumentierung spielten sie Bass, Keyboard und das Schlagzeug ein. Während Vanessa Mai mit Kalmbacher und Schneider bereits in der Vergangenheit zusammenarbeitete, ist es ihre erste Zusammenarbeit mit Haller. Die beiden Produzenten waren bereits an den Arbeiten zu ihrem vorangegangenen Studioalbum Für immer (Januar 2020) sowie der Single Zuhause (Christmas Time) (November 2020) beteiligt. Das Mastering erfolgte durch 24-96 Mastering in Karlsruhe, unter der Leitung des Studioinhabers Robin Schmidt.
Auf dem Frontcover der Single ist – neben Interpretenangabe und Liedtitel – Mai zu sehen, die in einer Corvette sitzt. Die Fotografie entstand bei den Dreharbeiten zum dazugehörigen Musikvideo und wurde von Anelia Janeva geschossen. Das Bild ist zudem Teil des Begleitheftes ihres Albums Mai Tai.

## Veröffentlichung und Promotion
Die Erstveröffentlichung von Ruf nicht mehr an erfolgte als Single am 12. Februar 2021. Diese erschien als digitaler Einzeltrack zum Download und Streaming bei Ariola (Katalognummer: 88644906244). Während Sony Music Entertainment für den Vertrieb verantwortlich war, wurde das Lied durch AFM Publishing, BMG Rights Management, Good Kid Publishing und Vanessa Mai Edition verlegt. Am 26. März 2021 erschien das Lied als Teil von Mais siebten Studioalbum Mai Tai (Katalognummer: 19439822432), dessen fünfte Singleauskopplung es ist. Am 23. Juli desselben Jahres erschien ein Remix von Billen Ted als Einzeltrack-Single (Katalognummer: 88644944065).
Mit dem Lied erfolgte unter anderem ein Liveauftritt zur Hauptsendezeit in der ARD-Show Hirschhausens Quiz des Menschen am 11. September 2021.

## Inhalt
| „Bitte ruf nicht mehr an. Wenn ich dich hör’, muss ich zurück zu dir fahr’n. Bist wie ’ne Droge, Mann, ich komm’ nicht mehr klar. Fahr’ 180 mit verschmiertem Kajal. Bitte ruf nicht mehr an.“ – Refrain, Originalauszug | Der Liedtext zu Ruf nicht mehr an ist in deutscher Sprache verfasst und stammt von der Interpretin selbst sowie Martin Haller, Jules Kalmbacher und Jens Schneider. Mit Ausnahme von Mai komponierten alle Texter auch die Musik in h-Moll mit 128 Schläge pro Minute. Musikalisch bewegt sich das Lied im Bereich der Popmusik, stilistisch im Bereich des Pop-Schlagers. Das Lied beschreibt eine gescheiterte Liebesbeziehung, die auf eine gewisse Art und Weise immer noch durch alte, nicht aufgearbeitete Gefühle, Bestand hat, obwohl die Trennung bereits vollzogen wurde. Es geht um das Gefühl, nicht vollständig aus einer alten Beziehung ausbrechen zu können sowie den ewigen Kreislauf von Flucht und Zusammenfinden, der beide Ex-Partner verletzt. Aufgebaut ist das Lied aus einem Intro, zwei Strophen, einem Refrain und einem Outro. Es beginnt mit dem Intro, das als Fünfzeiler geschrieben wurde und lediglich aus Teilen des Refrains besteht. An dieses schließt sich die erste Strophe an, die sich aus vier Zeilen zusammensetzt. Auf die Strophe folgt zunächst der zweizeilige, sogenannte Prechorus, ehe der eigentlich Refrain einsetzt. Der Refrain ist ein Dekastichon, der sich aus einem sich wiederholenden Fünfzeiler zusammensetzt. Der gleiche Aufbau wiederholt sich mit der zweiten Strophe. Nach dem zweiten Refrain endet das Lied mit dem Outro, der wie das Intro auch, auf den Refrain zurückgreift. |

## Musikvideo
Das Musikvideo zu Ruf nicht mehr an feierte seine Premiere am 12. Februar 2021 auf der Videoplattform YouTube. Es zeigt Mai, die eine Corvette Cabriolet fährt. Zwischendurch sind immer wieder Szenen zu sehen, in denen sie tanzt. Ein Teil der Tanzszenen sind farbig, ein Teil schwarz-weiß gehalten. Eine weitere Szene zeigt die Interpretin, die nur mit einer Sonnenbrille und einem Handtuch über den Haaren begleitet, in einer Badewanne voller Parfüm Flakons liegt. In der Badewannen-Szene erhielt sie Unterstützung durch das Fernwalder Unternehmen Éclat, von denen die Flakons stammten. Das Video endet mit Mai im Cabriolet, die sich während der Fahrt eine Träne von der Wange wischt. Die Gesamtlänge des Videos beträgt 2:32 Minuten. Regie führte der Mannheimer Filmemacher Mikis Fontagnier, der zuvor schon bei diversen Musikvideos von Mai Regie führte. Bis Januar 2025 zählte das Musikvideo über eine Million Aufrufe auf YouTube.

## Mitwirkende
| Liedproduktion - Martin Haller: Komposition, Liedtext - Jules Kalmbacher: Abmischung, Bass, Keyboard, Komposition, Liedtext, Musikproduktion, Programmierung - Vanessa Mai: Begleitgesang, Gesang, Liedtext - Robin Schmidt: Mastering - Jens Schneider: Abmischung, Bass, Keyboard, Komposition, Liedtext, Musikproduktion, Programmierung Unternehmen - AFM Publishing: Musikverlag - Ariola: Musiklabel - BMG Rights Management: Musikverlag - Good Kid Publishing: Musikverlag - Good Kid Studio: Tonstudio - Sony Music: Vertrieb - Vanessa Mai Edition: Musikverlag | Covergestaltung - Anelia Janeva: Fotografie Musikvideo - Philipp Bierschenk: Kameraassistenz - Sunny Bizness: Aufnahmeleitung, Filmproduktion - Chris Bodenstein: Lichtassistenz - Avelin Dziengue: Set-Runner - Mikis Fontagnier: Drehbuch, Postproduktion, Regie, Schnitt - Suzana Haile: Styling - Olga Hermann: Set-Fotografie - Anelia Janeva: Schminke, Set-Fotografie - Rafael Mills: Set-Runner - Misha: Dolly - Jerome Ott: Lichtassistenz - Tobias Rupp: Kamera - Gabriel York Dubisch: Oberbeleuchtung |

## Rezensionen
Dominik Lippe von laut.de bewertete Mai Tai mit zwei von fünf Sternen und beschrieb Ruf nicht mehr an während seiner Rezension als „Tiefstatus“ des Albums.
Der Rezensent von Schlagerfieber.de beschrieb das Musikvideo als eine audiovisuelle Achterbahnfahrt hinab in die Abgründe der menschlichen Seele.
Ben Foitzik von Eventim beschrieb Mai Tai als „bunt“ und „geschmacklich komplex“ wie der gleichnamige Cocktail. Den Titeltrack sowie die Lieder Morgenlicht und Ruf nicht mehr an nannte er „rasante Dancefloor-Kracher“.
Matthias Reichel von cdstarts.de bewertete Mai Tai mit 5,5 von zehn Punkten und hob dabei Ruf nicht mehr an als einen von fünf „Anspieltipps“ hervor.